# ترقی (مجموعه تلویزیونی)
ترقی یا خیز یا برافراشت یا برخاست نام مجموعه تلویزیونی ساخت آمریکا به کارگردانی جیسون کِی‌تیمز است که در ژانر موزیکال و درام ساخته شده‌است. بازیگر اصلی سریال، جاش ردنر است که در نقش لو مازوچلّی بازی می‌کند. این سریال بر اساس کتاب گزاف درام اثر مایکل سکلاو ساخته شده که خودِ کتاب براساس زندگی معلمی واقعی به نام لو وُلپ ساخته شده‌است.
ان‌بی‌سی قسمت اول این سریال و سریال شجاع را در برنامه زمان‌بندی سریال‌های سال ۲۰۱۷–۲۰۱۸ آمریکا قرار داد. فصل اول سریال شامل ۱۰ قسمت است و عرضه نخستین قسمت آن در ۱۳ مارس ۲۰۱۸ انجام شد.

## بازیگران و شخصیت‌ها

### اصلی
- جاش ردنر به عنوان لو مازوچلی،[۵] نقش یک معلم زبان انگلیسی در دبیرستان استانتون را بازی می‌کند که دانش‌آموزان را تشویق به اجرای نمایش بیداری بهار کرده و می‌خواهد تحویلی در باشگاه درام دبیرستان ایجاد کند.
- مارلی شلتون به عنوان گِیل مازوچلی[۶] نقش آفرینی می‌کند که همسر لو است و نقشهٔ او حول اجرای نمایش را تشویق می‌کند.
- رزی پرز به عنوان تریسی ولف، نقش مدیر اجرایی را بازی می‌کند که قبل از لو به وی پیشنهاد به دست گرفتن باشگاه داده شده بود و جایش را لو مازوچلی پر کرده‌است و در عین حال از لو حمایت می‌کند
- آولی کراوالیو به عنوان لیلت سوارز[۷][۸] یک دانش آموز دبیرستانی و عضو باشگاه درام استانتون در نقش اصلی نمایش یعنی وندلا بازی می‌کند که با مادرش در خانه مشکلاتی دارد.
- دامون جِی. گیلسپه به عنوان رابی ترون بازیکن تیم فوتبال دبیرستان نقش‌آفرینی می‌کند که در نمایش در نقش ملکیور بازی می‌کند. او همچنین به مادرش در بیمارستان سر می‌زند و به وی کمک‌رسانی می‌کند.
- شرلی رومیرک به عنوان ونسا سوارز که مادر لیلت است بازی می‌کند.
- جو تیپت به عنوان مربی سم استریکلند بازی می‌کند و دارای شخصیت لجباز و سخت‌گیر است که ورزش را بهتر از علم و فرهنگ می‌داند.
- تد ساترلند به عنوان سیمون ساندرز یک دانش آموز متولد خانواده‌ای بسیار مذهبی و محافظه‌کار است که در نقش هانشن در نمایش بازی می‌کند.
- ایمی فورسیث به عنوان گوئن استریکلند دختر مربی سم استریکلند و عضو باشگاه درام دبیرستان است که با پدرش مشکل دارد و در نمایش در نقش آیل بازی می‌کند.
- رامیان نیوتن به عنوان ماشوس ایورز یک بی خانمان دانش آموز بازی می‌کند که بخش تنظیم نور باشگاه درام را به او داده‌اند.
- کیسی جانسون به عنوان گوردی مازوچلی پسر لو بازی می‌کند که دارای مشکلات الکلی است.
- تیلور ریچاردسون به عنوان کیتلین مازوچلی دختر لو نقش آفرینی می‌کند.